# یواس‌اس راس (دی‌دی‌جی-۷۱)
یواس‌اس راس (دی‌دی‌جی-۷۱) (به انگلیسی: USS Ross (DDG-71)) یک کشتی است که طول آن ۵۰۵ فوت (۱۵۴ متر) می‌باشد. این کشتی در سال ۱۹۹۶ ساخته شد.